# Énigme d'Einstein
L'Énigme d'Einstein, aussi appelée Énigme des cinq maisons, est un intégramme qui aurait été inventé par le physicien et mathématicien Albert Einstein, bien que cela n'ait jamais été prouvé. Elle est apparue pour la première fois dans le magazine  Life le 17 décembre 1962, soit 7 ans après la mort d'Einstein en 1955. Selon ceux qui publient maintenant cette énigme, Einstein aurait dit que seulement 2 % de la population est capable de la résoudre.

## Énoncé
Il y a cinq maisons de cinq couleurs différentes, alignées le long d'une route. Dans chacune de ces maisons vit une personne de nationalité différente. Chacune de ces personnes boit une boisson différente, fume une marque de cigare différente et a un animal domestique différent.
1. Le Britannique  vit dans la maison rouge.
2. Le Suédois a des chiens.
3. Le Danois boit du thé.
4. La maison verte est juste à gauche de la maison blanche.
5. Le propriétaire de la maison verte boit du café.
6. La personne qui fume des Pall Mall élève des oiseaux.
7. Le propriétaire de la maison jaune fume des Dunhill.
8. La personne qui vit dans la maison du centre boit du lait.
9. Le Norvégien habite dans la première maison en partant de la gauche.
10. L'homme qui fume des Blend  vit à côté de celui qui a des chats.
11. L'homme qui a un cheval est le voisin de celui qui fume des Dunhill.
12. Celui qui fume des Bluemaster  boit de la bière.
13. L'Allemand fume des Prince.
14. Le Norvégien vit juste à côté de la maison bleue.
15. L'homme qui fume des Blend a un voisin qui boit de l'eau.

Question : qui a le poisson rouge ?